# دیلن سنت لوئیس
دیلن سنت لوئیس (انگلیسی: Dylan Saint-Louis؛ زادهٔ ۲۶ آوریل ۱۹۹۵) بازیکن فوتبال اهل فرانسه است.
از باشگاه‌هایی که در آن بازی کرده‌است می‌توان به باشگاه فوتبال سن-اتین اشاره کرد.
وی همچنین در تیم ملی فوتبال کنگو بازی کرده‌است.